# 1er messidor
1er prairial 1er thermidor
Le primidi 1er messidor, officiellement dénommé jour du seigle, est le 271e jour de l'année du calendrier républicain.
C'était généralement le 19e jour du mois de juin dans le calendrier grégorien.